# 张生起
张生起（1963年11月—），男，河南社旗人，中华人民共和国政治人物，曾任南阳市政协主席，现任南阳市人大常委会主任。

## 生平
1984年加入中国共产党并参加工作。2011年4月至2016年2月任南阳市人民政府副市长；2014年2月起任中共南阳市委常委，2016年2月起兼政法委书记。2018年9月起担任南阳市政协主席。
2022年2月，当选南阳市人大常委会主任。